# トロフィー (兵器)

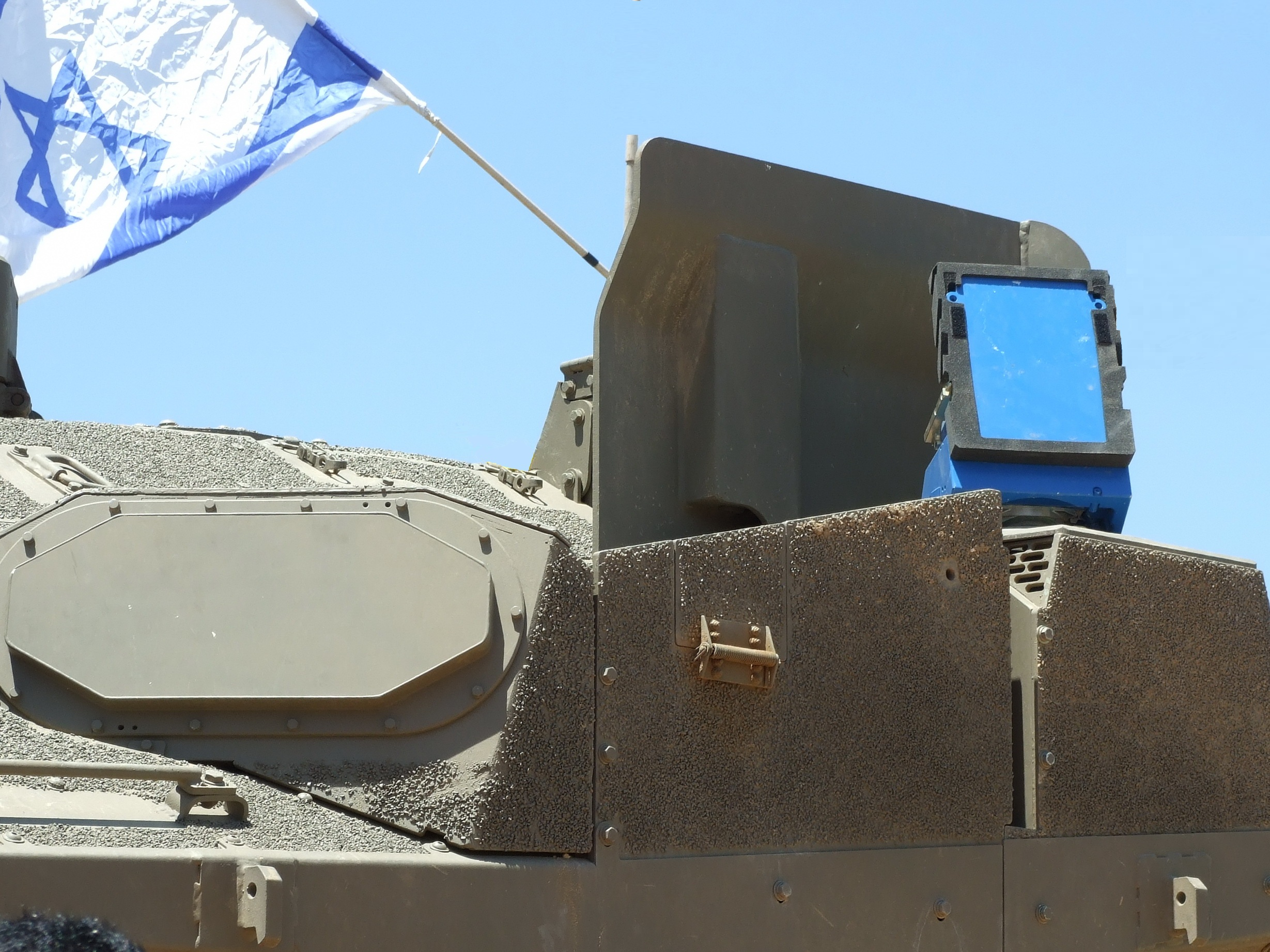
トロフィーのレーダーと模擬発射器

トロフィーは、イスラエルで開発されたアクティブ防護システム（APS）の一種である。装甲戦闘車両の装甲防護能力を増強することを目的に開発された。別名をASPRO-Aともいう。イスラエル国防軍での制式呼称は「מעיל רוח」であり、「ウィンドブレーカー」の意となる。飛来したミサイルやロケットを散弾銃に似た弾幕で迎撃、破壊する。トロフィーは、10年にわたる共同開発計画によって作り出された。提携した企業はラファエル・アドバンスド・ディフェンス・システムズ社と、イスラエル・エアロスペース・インダストリーズの一員であるエルタ・システムズである。
2009年8月、一連のテストの後に、イスラエル国防軍の地上軍司令官はトロフィーが運用可能であると発表した
。この兵器は2010年までに、イスラエル機甲科の全旅団に配備されている戦車へ装備されることが予定された
。
2011年3月1日、トロフィーはニール・オズの付近において、ガザ地区からメルカバ Mk.4戦車の方に向けて発射された対戦車ミサイルを破壊することに成功した。
2012年にイスラエル軍第401機甲旅団のメルカバMk.4がすべてトロフィー装備のメルカバMk.4Mに改修され、2014年には第7機甲旅団、2021年には第188機甲旅団の全車がメルカバMk.4Mとなった。

## 設計
このシステムは一般に、イスラエル陸軍のメルカバ主力戦車に搭載されている。この装備の設計にはエルタ社によるEL/M-2133火器管制レーダーが含まれる。これはF/Gバンドを使用し、4枚のフラットパネルアンテナを車輌に装着することで360度全周囲の索敵範囲を得るものである。車輌へと兵器が発射されたとき、内蔵されたコンピュータは飛来する兵器からの信号を用いて接近時の方向量を計算する。飛来した兵器を完全に分析すると、コンピュータは迎撃体を射出するのに最適な時間と角度を計算する。
車輌側面上部に装備された2基の回転式発射器から迎撃がなされる。発射器は迎撃体を発射するが、これは通常、散弾銃のバックショットのような小さな金属製のペレットである。この装備では、迎撃を行う車輌に近接する友軍を危険にさらさないよう、非常に小さな危険界を持つようになっている。
トロフィーの機構は、全種類の対戦車ミサイルおよびロケットに対抗して作動するよう設計され、これにはRPGのような携行型の兵器が含まれる。このシステムでは、異なる方向からの複数の脅威に同時に対処でき、装備車輌が静止状態でも走行状態でも効果的である。また、近距離と長距離の脅威の両方に対して能力が発揮される。
システムのより新しいバージョンには複数発射のための再装填機能が搭載された。トロフィーの開発工程には、将来の運動エネルギー弾頭に対する防護が可能な、強化された迎撃装置が含まれる。

### 利点
トロフィーの主要な任務は、ミサイルの直撃に対する防護である。搭載することにより単純に戦車・装甲車の生存率を上げることができる他、それとは逆に成形炸薬弾（HEAT）からの防御に必要な、重量のあるスラットアーマー（金網などによる増加装甲）を撤去することにより、車体の小型化・軽量化を図ることができる。
また、装甲兵員輸送車のようなロケット攻撃に脆弱な車輌の防護力を高めることにより、作戦行動における運用の幅を広げることができる。

### トロフィー軽量型
2007年9月、「Trophy Light」と呼ばれる新型が、ラファエル・アドバンスト・ディフェンス・システムズ社により公表された。
標準型のトロフィーが主力戦車のために設計された一方、トロフィー・ライトは軽量級から中量級の車輌に搭載されるよう構想された。例としてはラファエル社のゴラン装輪装甲車が挙げられる。この装備は標準型よりも重量と容積が半減され、費用も安価となることが予測された。ラファエル・アドバンスト・ディフェンス・システムズ社によれば、開発作業にはデザインと、発射器/再装填機そして、弾薬に技術研究を要するとされる。

## 他国での導入
アメリカ合衆国
2016年にアメリカ海兵隊のM1A1エイブラムスにトロフィーを装備したデモンストレーターが発表され、2018年にはトロフィーを装備したM1A2SEPV2が軍事演習で試験的に運用された
アメリカ陸軍は2020会計年度米国防予算において、トロフィーアクティブ防護システムをM1A2 SEPv2およびSEPv3に搭載し、米国内および米国本土外の陸軍事前集積地に4つの機甲旅団を準備すると決定した。
トロフィーAPSの装備は対戦車誘導弾（ATGM）、ロケット弾（RPG）、無反動ライフルなどの脅威に対する生存率を向上させることを目的としており、同APSには、来する脅威を検知、識別、追跡するための索敵レーダーと、飛来する脅威を迎撃することを目的とした一連のキネティックプロジェクタイルが含まれる。エイブラムスの基本装甲は迎撃成功後に発生するミサイル残滓等を防護することが期待されている。トロフィーAPSは、エイブラムス戦車に約5,000ポンドの重量増加をもたらす。4コ機甲旅団分の400両分の器材が納入された
2021年1月にアメリカ合衆国のレオナルド社とラファエル社の合同事業として、アメリカ陸軍のM1A2 SEP V2/V3にトロフィーAPSを搭載する「トロフィー・ディフェンスシステム」の開発が完了したと発表された。
 ドイツ
2021年2月にはドイツのクラウス＝マッファイ・ヴェクマンとラファエルとの共同事業として、ドイツ連邦軍のレオパルト2A7にトロフィーを搭載し、これをレオパルト2A7A1としてNATOの高高度即応統合任務部隊（Very High Readiness Joint Task Force、VJTF ）に配備される計画が発表された。
ドイツ陸軍は2023年、ウクライナに供与したレオパルト2A6の代替として、18両のレオパルト2A8の新造調達を決定した。レオパルト2A8にはトロフィーアクティブ防護システムが搭載される。
2024年10月29日、ドイツ陸軍にトロフィーを装備した最初のレオパルト2が配備されたことが、イスラエル国防省から発表された。
 イギリス
イギリスは2021年6月、チャレンジャー3用にトロフィーアクティブ防護システムの導入を決定し、同プログラムのフェイズ2A試験において450万ポンド（530万ユーロ）の契約をRaphael社と締結した。
2021年9月にロンドンで開催された兵器見本市で発表されたイギリス軍の次期主力戦車チャレンジャー3の見本車両は、トロフィーを装備した状態で展示された。
MSNBCは、アメリカ陸軍内にはトロフィー導入に対する抵抗があると報告した。アメリカ国防総省は、同様な兵装システムである「クイックキル」APSを開発するために、レイセオン社と契約を結んでいた。この計画は2011年より早期に準備ができるものではなかった。また、未だにこの計画が最終期限に間に合うよう正常に進行しているかについて、言及は謝絶されている。しかし、トロフィーはすぐにも配備可能だった。クイックキルは、イスラエルで開発途上にあった別種のアクティブ防護システム「アイアンフィスト」により類似していた。MSNBCの情報によると、トロフィーをその時点で導入しなかった理由はレイセオン社の開発計画を取り下げるためだった。
非営利団体の一つであるIDAでは、トロフィーとアイアンフィストを含む15種類のアクティブ防護システムを分析しており、トロフィーは最も優れていると評価した。2006年3月、ペンタゴンの試験官たちが、ダールグレン海軍洋上戦センターでトロフィーを試験した。試験に携わった当局者がNBCに語ったことによれば、トロフィーは「全ての状況で作動した。唯一の例外は一件のテストで生じ、トロフィーの射弾がRPGの頭部の代わりに尾部を撃った。しかし、我々の評価基準に従えば、この装備は30点満点中30点だった」としている。アメリカ政府の関係当局は、アメリカ陸軍の行動について既に報告しており、レポートを提出した。それは、射撃管制装置の偏差照準システムを取りまとめる陸軍とボーイング社が、利害の対立を避けるために規定に従うだろうと結論するものだった。レイセオン社の技術は熟成されていないものの、現用の車両に使用する試作品は2009年までに配備可能であるとアメリカ陸軍は見積もった。アメリカ陸軍当局は、トロフィーの試験が非現実的であり、また、トロフィーの搭載により、防御や他の能力に遅延をもたらすおそれについて懸念を表した。
軍事オンラインサイトのドッド・バズの情報によれば、アメリカ合衆国は2010年にストライカー装甲車を用いてトロフィーを試験している。
2011年2月28日、トロフィーの製造者であるラファエル社は、この装備がアメリカにおいて成功裡に評価を終了したと発表した。イスラエル国防軍（IDF）に所属する1輛のストライカー装甲車が、ラファエル社のAPSであるトロフィーを装備し、アメリカ国防長官の部局による6週間の試験と評価プログラムのもとで、数種類のミサイルとロケット攻撃に持ちこたえた。

## 戦歴
2011年3月1日、1輛のメルカバ Mk 4がガザ境界線付近に配置されており、この車輌のトロフィーは、自己に向かって放たれたミサイル攻撃を妨害した。これは、トロフィーの運用上、最初の成功となった。
2011年3月20日、イスラエル区域内に配置された1輛のメルカバ Mk 4へ向け、ガザ地区周辺のフェンス沿いからミサイルが撃たれた。この戦車はトロフィーを搭載しており、システムは発射を感知したものの、戦車にとって危険性はないと計算し、迎撃は生じなかった。システムは発射についての情報を通知し、戦車の搭乗員は発射の行われた方向へ撃ち返した。

## 導入状況
- メルカバMk.4M - イスラエル陸軍第7機甲旅団、第188機甲旅団、第401機甲旅団
- ナメル装甲兵員輸送車 - イスラエル陸軍第1"ゴラニ"歩兵旅団
- M1A2SEPV2/V3エイブラムス - 第1機甲師団第2機甲旅団戦闘団第1騎兵連隊が2018年の演習"セイバーストライク"にて試験運用[6]。
- レオパルト2A7A1 -2023年度に17両が高高度即応統合任務部隊に配備予定[25]。

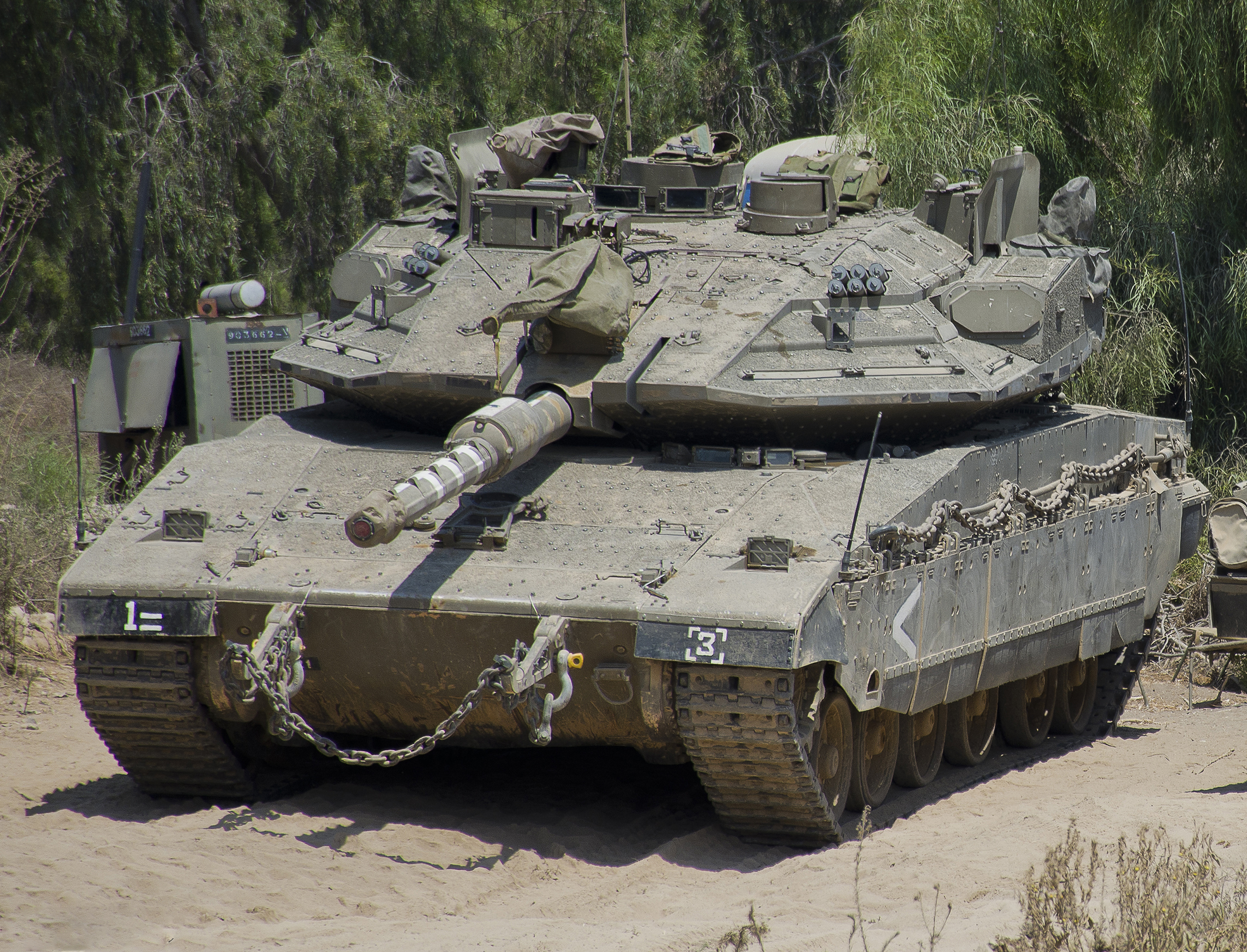
トロフィーを装備したメルカバMK.4M
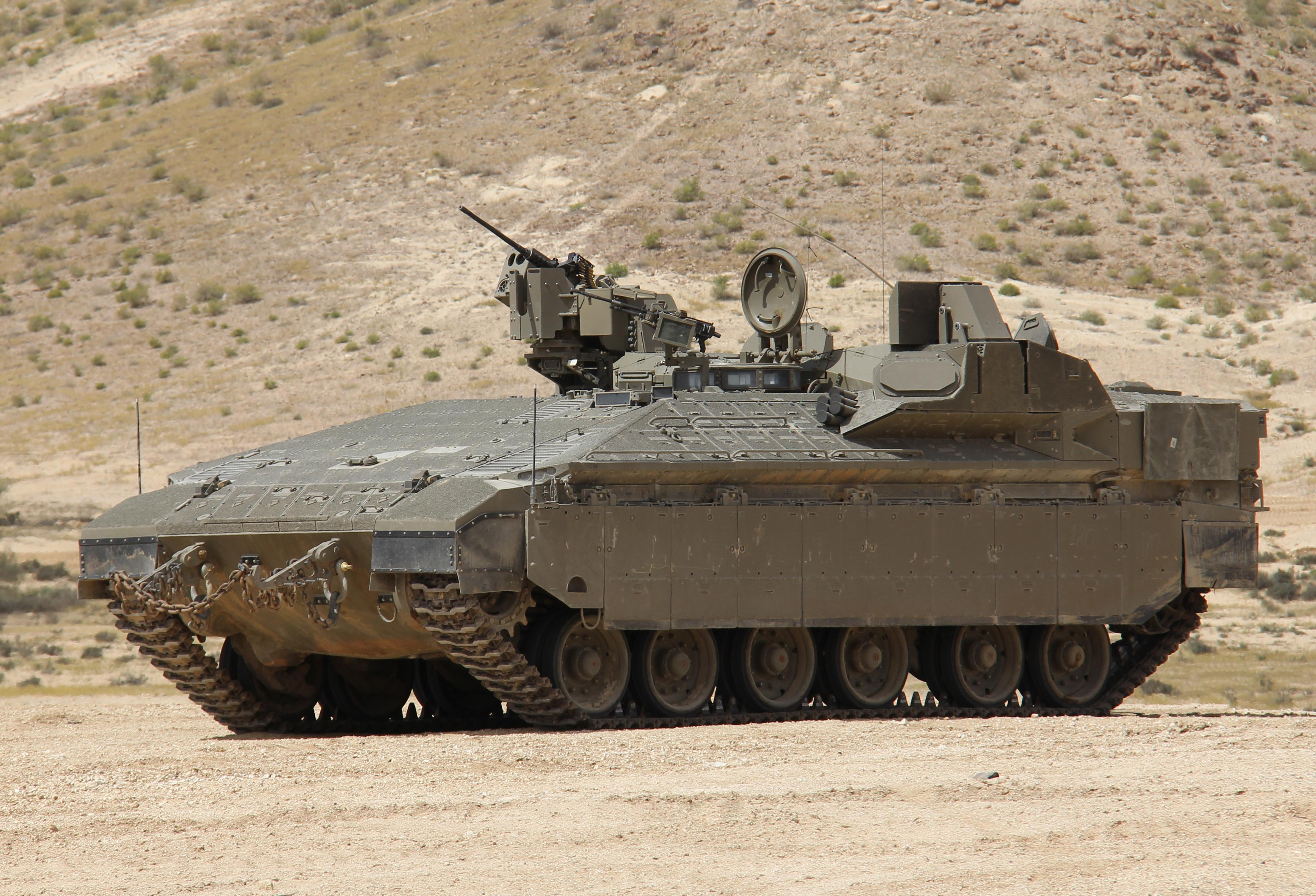
トロフィーを装備したナメルAPC
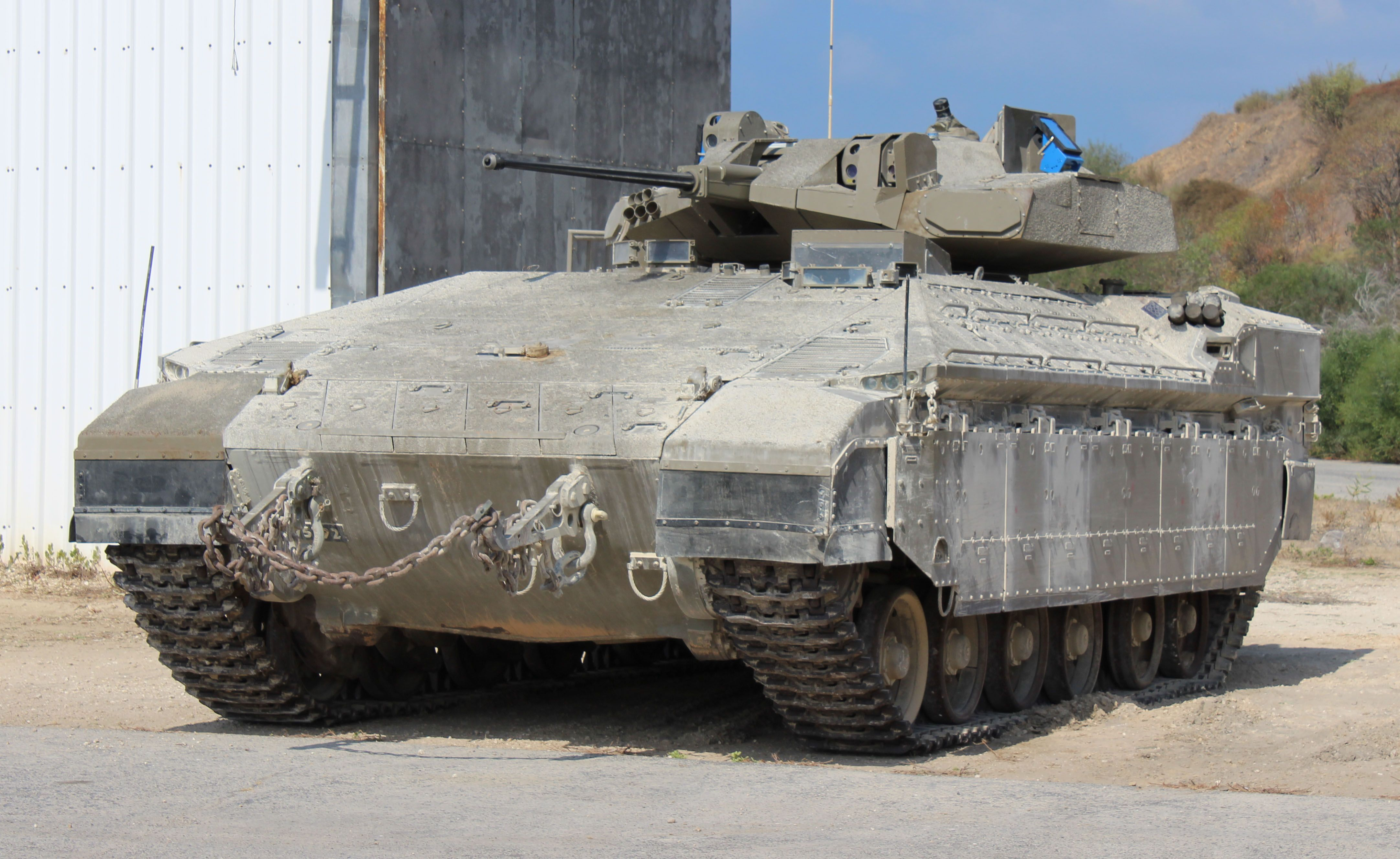
ナメルIFV（試作車両）
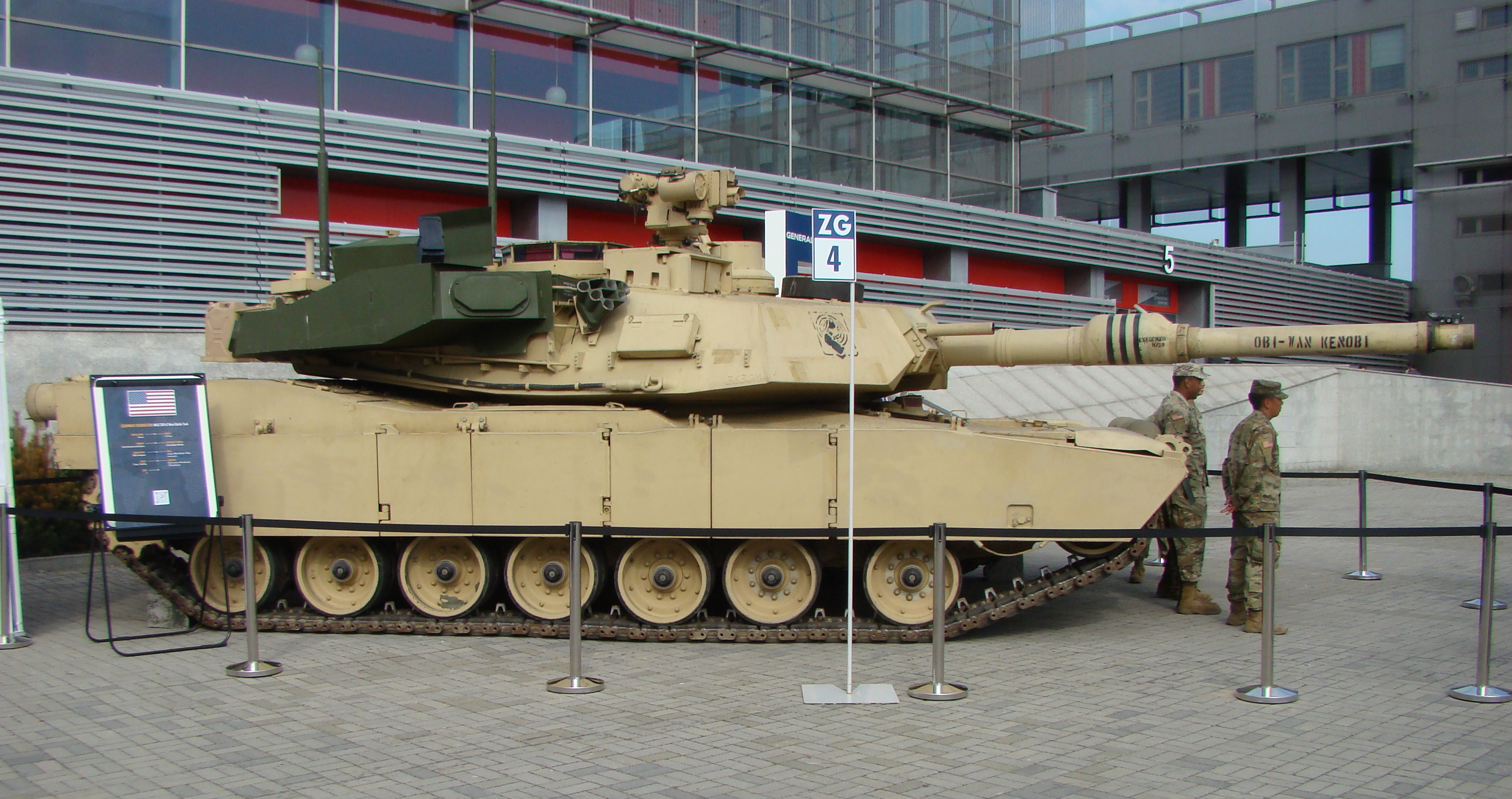
トロフィーを装備したM1A2SEPV2
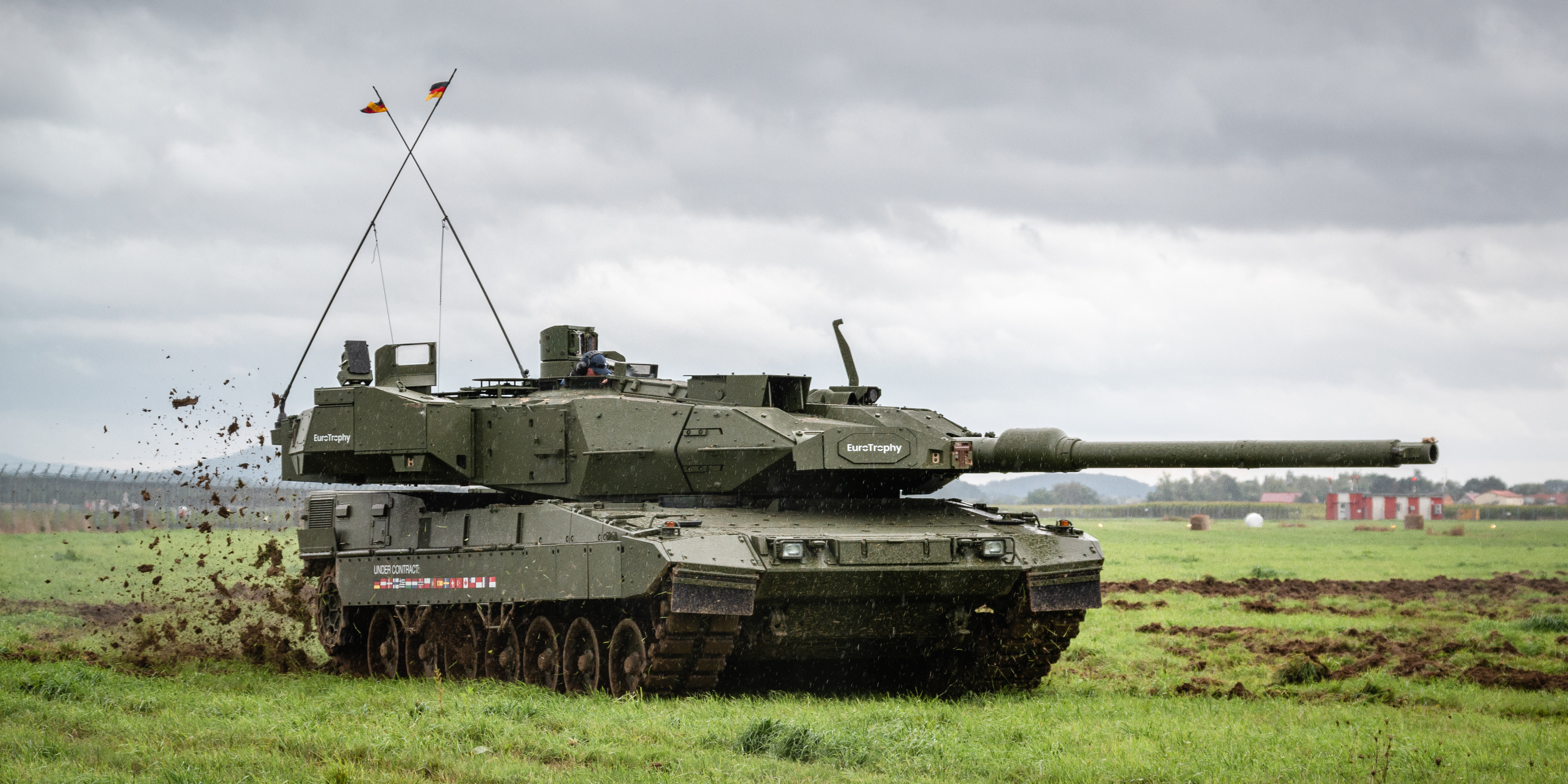
トロフィーを装備したレオパルト2A7A1のデモンストレーター車両

## 迎撃装置への可能な対抗策
ウラジミール・コレンコフ博士は、2000年-2009年にかけ、ロシアの国家的な統一企業である「Basalt」を率いており、彼は「イスラエルの戦車用アクティブ防護装置であるトロフィー、またそれと同様のシステムは回避可能である」と述べた。この企業の活動の一つには、現用兵器を撃破するために設計される、対戦車擲弾発射器（RPG）の開発があった。ウラジミール・コレンコフ博士によれば、「ロケット推進式擲弾であるRPG-30は、戦車の迎撃装置を克服できるよう設計されている。世界にある既存のアクティブ防護システムは全て、同じアイデアを共有している。これは近距離や長距離という幾種類かの距離においてレーダー照準を行うもので、目標撃破にあたっては、爆発による場と破片流を作りだす弾頭が用いられる。
こうしたシステムには共通の欠陥が存在する。
1. 機能のサイクルであり、例えば、システムが脅威に反応するまでの時間的間隔が挙げられる。RPG-30は容易にこうした防護システムを破るが、これには本体弾頭の前に、より直径が小型の前方弾頭が加えられている。この前方弾頭が迎撃状態に入ったAPSを騙す偽の目標として作動することで、本体弾頭は前方弾頭にわずかに遅れて後を追い、目標への障害のない経路を通過できる。
2. APSが次の迎撃を開始するには0.2秒から0.4秒間の遅延を要し、停止する。この時間的間隔は、イスラエルのシステムを打破するに充分である。[26]」と述べている。